# 横井時延
横井 時延（よこい ときのぶ）は、戦国時代から安土桃山時代にかけての武将。通称は雅楽助。尾張国赤目城主。

## 略歴
尾張海西郡赤目の出身。
天正2年（1574年）7月、第三次伊勢長島攻めの、篠橋攻撃に参加した。天正7年（1579年）、丹波国で戦死した。